# Sepulcro de Santa Eulalia
El sepulcro de santa Eulalia es un monumento funerario del XIV que se encuentra en la cripta de santa Eulalia de la catedral de Barcelona. Contiene los restos considerados de santa Eulalia de Barcelona que fueron encontrados por el obispo Frodoino en el año 878. Es una obra maestra de la escultura gótica. En su ejecución intervino el escultor pisano Lupo di Francesco.

## Historia
Según la tradición, Eulalia de Barcelona fue enterrada, después de su martirio, en un monasterio situado en las afueras de Barcelona. Después de la conquista carolingia de Barcelona, el obispo Frodoino fue a buscar sus restos y los localizó de forma casi milagrosa en Santa Maria del Mar. Desde allí fueron llevados a la Catedral.
Un sepulcro romano que fue reutilizado como pila bautismal en Santa Maria del Mar se considera el primer sepulcro de santa Eulalia. De los sepulcros que tuvo en la catedral de Barcelona, antes del actual, no se tienen referencias. Se conserva, sin embargo, una urna de piedra y la inscripción del X.
La realización del actual monumento funerario es consecuencia de la construcción de la catedral gótica de Barcelona, iniciada en el año 1298 y comportando una nueva cripta bajo el presbiterio (quizás renovando una de preexistente) y un nuevo contexto, más monumental y solemne, para el culto a santa Eulalia. En el año 1327 se documenta la presencia de un maestro pisano en Barcelona que estaba trabajando en la realización del sepulcro. Otro documento del mismo año permite saber su nombreː Lupo di Francesco, un escultor de origen pisano que habría llegado a Barcelona después de la firma de un tratado de paz con Pisa. Las características del monumento concuerdan plenamente con el origen pisano de su autor, ya que reflejan el estilo de la potente escuela pisana de escultura gótica.
Es muy posible que además de Lupo di Francesco, otros maestros italianos participaran en la realización del monumento funerario. En todo caso, se desconoce su identidad. En el año 1339 el monumento ya estaba acabado y su inauguración tuvo carácter de gran solemnidad, con la participación del rey, la reina, la reina viuda Elisenda de Moncada, obispos y otras dignidades.

## Descripción

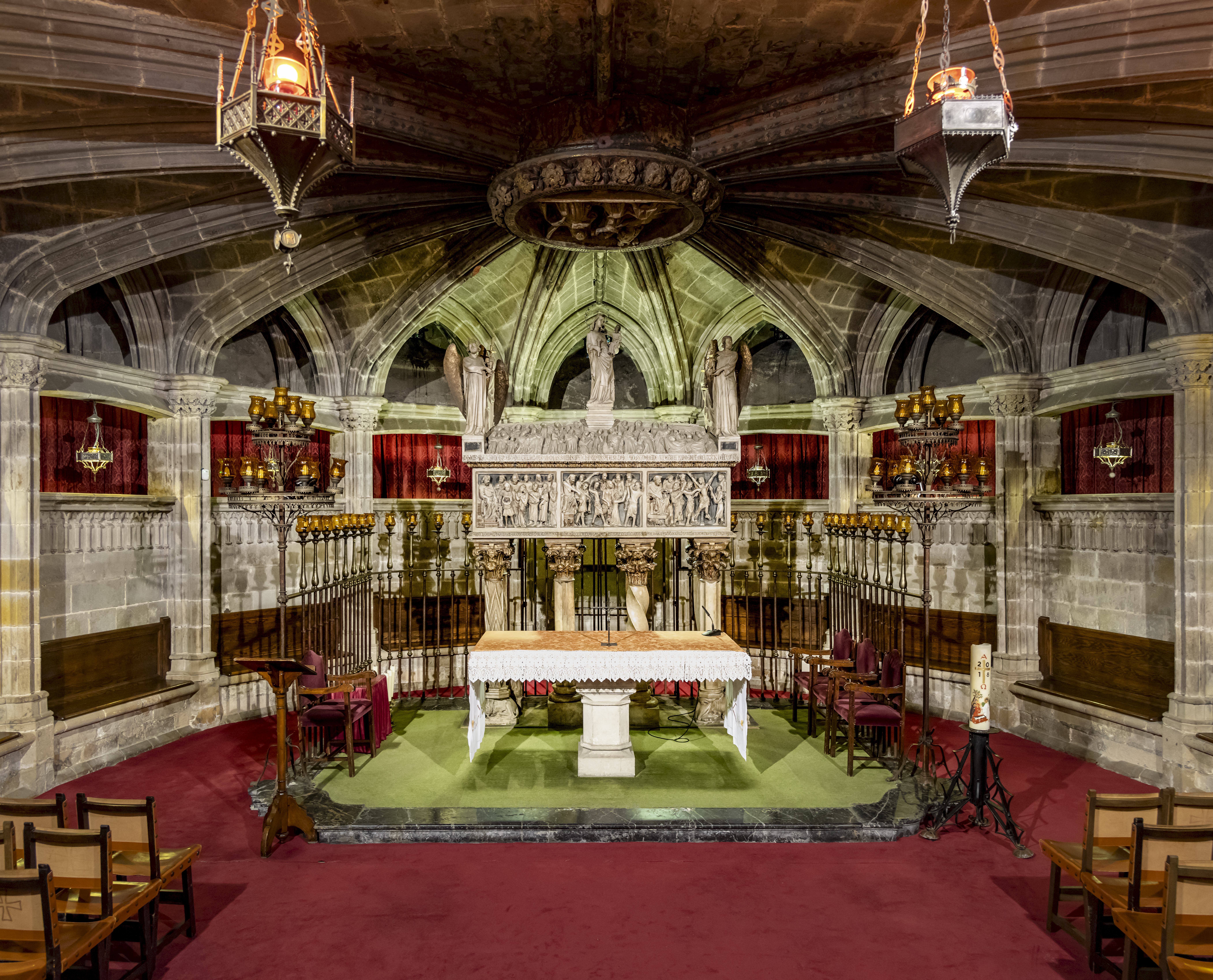
El sepulcro de santa Eulalia en la cripta de la catedral de Barcelona

El sepulcro preside la cripta de la catedral de Barcelona. Su estructura sigue los modelos desarrollados por los escultores pisanos entre el fin del XIII y comienzos del XIV, primero en los tronos (baptisterio y catedral de Pisa, catedral de Siena) y luego en sepulcros monumentales de santos vinculados a la Orden de Predicadores, como el de Santo Domingo (en Bolonia) o el de San Pedro Mártir que se encuentra en la capilla Portinari de la basílica de San Eustorgio de Milán.
Consiste en un sarcófago sostenido en altura por ocho columnas y rematado con diversas imágenes colocadas sobre la tapa.
El sarcófago tiene todas sus caras decoradas con ocho relieves que representanː 1) santa Eulalia joven con sus compañeras, 2) santa Eulalia interpela a Dacio, 3) flagelación de santa Eulalia, 4) santa Eulalia en el ecúleo, 5) santa Eulalia muere en la cruz, 6) el obispo Frodoino busca las reliquias de santa Eulalia, 7) las reliquias de santa Eulalia son llevadas desde la iglesia de Santa María del Mar a la catedral, y 8) restitución milagrosa de un dedo de santa Eulalia que había sido sustraído por un canónigo.
En la cubierta del sepulcro está representada, en la parte delantera, la multitudinaria ceremonia de inauguración del sepulcro de santa Eulalia, en 1339. En la parte posterior hay un relieve que muestra unos ángeles llevando el alma de santa Eulalia hacia el cielo. En los cuatro ángulos de la cubierta hay sendas figuras de ángeles de pie y en el centro, coronando el conjunto, una imagen de santa María con el niño Jesús en brazos.
Son ocho las columnas que sostienen el monumento en altura, todas ellas de formas originales (estriadas, espiraladas, etc.) rematadas por capiteles corintios y algunas soportadas por bases figuradas. En una de estas bases se ve un hombre con un león, tema habitual en las obras pisanas coetáneas.